# Ekerö
Ekerö es una localidad e isla de Suecia, la capital del Kommuna homónima en el condado de Estocolmo, con 10.322 habitantes en 2005. Ekerö es la isla más grande de las que conforman el municipio de Ekerö. Anteriormente por lo que antes eran los islotes separados de Ekerö, Munsö y Kärsö.